# Arcidiecéze palermská
Arcidiecéze palermská (latinsky Archidioecesis Panormitana) je římskokatolická metropolitní arcidiecéze v Itálii, která je součástí církevní oblasti Sicílie. Její arcibiskup má titul "Primas Sicílie". Katedrálou je chrám Nanebevzetí Panny Marie v Palermu. Vznikla podle tradice již v 1. století, prvního biskupa prý vyslal sv. Petr. Jde o metropolitní arcidiecézi, jíž jsou podřízeny tyto sufragánní diecéze na Sicílii:
- Diecéze Cefalù
- Diecéze Mazara del Vallo
- Arcidiecéze Monreale
- Diecéze Trapani

## Území
Diecéze zahrnuje 28 obcí metropolitního města Palerma: Altavilla Milicia, Bagheria, Baucina, Belmonte Mezzagno, Bolognetta, Caccamo, Campofelice di Fitalia, Casteldaccia, Castronovo di Sicilia, Cefalà Diana, Cerda, Ciminna, Ficarazzi, Godrano, Lercara Friddi, Marineo, Misilmeri, Palermo, Roccapalumba, Santa Flavia, Sciara, Termini Imerese, Trabia, Ustica, Ventimiglia di Sicilia, Vicari, Villabate, Villafrati.
Biskupským sídlem je město Palermo, kde se nachází katedrála Nanebevzetí Panny Marie.